# انتونی جان رابینسون
انتونی جان رابینسون (انگلیسی: Anthony John Robinson; ۲۲ ژوئیهٔ ۱۹۲۵ – ۲۴ ژوئیهٔ ۱۹۸۲) بازیکن هاکی روی چمن اهل بریتانیا بود.